# ساوت فارمینگ‌دیل (نیویورک)
ساوت فارمینگ‌دیل (به انگلیسی: South Farmingdale) یک منطقهٔ مسکونی در ایالات متحده آمریکا است که در شهرستان نساو، نیویورک واقع شده‌است. ساوت فارمینگ‌دیل ۵٫۷ کیلومتر مربع مساحت و ۱۴٬۴۸۶ نفر جمعیت دارد و ۱۸ متر بالاتر از سطح دریا واقع شده‌است.